# Witold Przymuszała
Witold Przymuszała (ur. 1941 w Pietronkach, zm. 3 kwietnia 2021 w Poznaniu) – polski artysta fotograf, prof. zw. dr hab. Członek rzeczywisty Okręgu Wielkopolskiego Związku Polskich Artystów Fotografików. Członek poznańskiego oddziału Polskiego Towarzystwa Fotograficznego. Członek założyciel, członek rzeczywisty, członek Zarządu Poznańskiego Towarzystwa Fotograficznego. Członek honorowy Poznańskiego Towarzystwa Fotograficznego. Współtwórca i wieloletni kierownik II Pracowni Fotografii (Pracowni Propedeutyki Artystycznych Technik Fotograficznych) Uniwersytetu Artystycznego w Poznaniu. Wykładowca akademicki, animator ruchu fotograficznego w Polsce. Członek założyciel i członek Zarządu Naukowego Towarzystwa Fotografii w Poznaniu.

## Życiorys
Był absolwentem Akademii Rolniczej w Poznaniu (doktorat z biochemii 1975). Habilitacja (adiunkt II stopnia – zakres fotografia) na Wydziale Operatorskim i Realizacji Telewizyjnej Państwowej Wyższej Szkoły Filmowej, Telewizyjnej i Teatralnej w Łodzi (1999). Związany z poznańskim środowiskiem fotograficznym – fotografował od końca lat 50. XX wieku. Miejsce szczególne w jego twórczości zajmowała fotografia dokumentalna, fotografia krajobrazowa, fotografia kreacyjna, fotografia pejzażowa, fotografia reportażowa. W 1960 został członkiem Polskiego Towarzystwa Fotograficznego (oddział w Poznaniu). W 1962 był współzałożycielem Poznańskiego Towarzystwa Fotograficznego, w którym w latach 1965–1970 sprawował kuratelę nad sekcją przyrodniczą PTF, w latach 1978–1982 pełnił funkcję wiceprezesa Zarządu PTF – do spraw artystycznych.
Był autorem oraz współautorem wielu wystaw fotograficznych; pokonkursowych, zbiorowych i indywidualnych. Jego fotografie (prezentowane między innymi na Biennale Krajobrazu Polskiego w Kielcach, na wystawie problemowej Polska Fotografia Krajobrazowa w Kielcach) były wielokrotnie doceniane – m.in. dyplomami Federacji Amatorskich Stowarzyszeń Fotograficznych w Polsce (1965, 1968, 1970). W 1981 został uhonorowany Dyplomem Honorowym FASFwP – najwyższą gratyfikacją przyznawaną przez Federację Amatorskich Stowarzyszeń Fotograficznych w Polsce jednorazowo. W 1979 został przyjęty w poczet członków rzeczywistych Okręgu Wielkopolskiego Związku Polskich Artystów Fotografików, gdzie w latach 1982–1988 oraz 1996–1998 pełnił funkcję sekretarza w Zarządzie Okręgu Wielkopolskiego ZPAF. W latach 1992–1994 był członkiem Okręgowej Komisji Kwalifikacyjnej. W 1985 został stypendystą Ministerstwa Kultury i Sztuki.
Jego fotografie znajdują się w swoich zbiorach Muzeum Narodowe w Poznaniu oraz Muzeum Stanisława Staszica w Pile.

## Wystawy indywidualne
- Migawki duńskie
- Dębina
- Krajobrazy
- Wspomnień ciąg dalszy …
- Pejzaże
- Obszary wyobraźni

Źródło

## Odznaczenia
- Odznaka Honorowa Miasta Poznania
- Odznaka „Zasłużony Działacz Kultury”
- Medal Poznańskiego Towarzystwa Fotograficznego
- Medal 40-lecia ZPAF (1987)

Źródło